# Найссаар
На́йссаар (эст. Naissaar), ранее На́рген (нем. Nargen; швед. Nargö) — остров в Финском заливе к северо-западу от Таллина, в 8,5 км от материка. Принадлежит Эстонии. Его территория относится к волости Виймси уезда Харьюмаа.

## Описание
По состоянию на 31 декабря 2021 года число постоянных жителей острова составляло 10 человек.
Остров размером 8,0×3,5 км (площадью 18,6 км) почти полностью (кроме обнажений камней и валунов) покрыт хвойным лесом, наиболее лесистый из эстонских островов в Финском заливе. Налажено регулярное морское сообщение с Таллином. Его самая высокая точка называется Куниламяги (эст. Kunilamägi, 27 метров).
Из инфраструктуры имеется туристический центр-гостиница с рестораном. Летом проводится музыкальный фестиваль. В бывшем штабе советской военной части организован военно-исторический музей.

## История

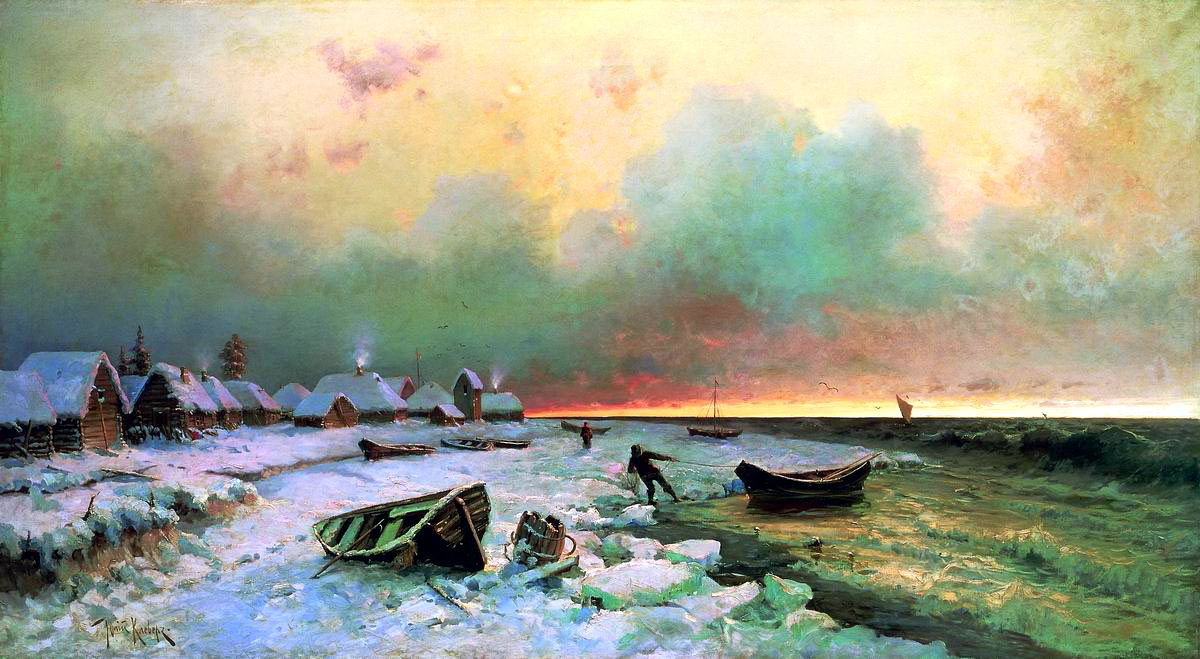
Клевер Ю. Ю. Деревня на острове Нарген. 1881 год

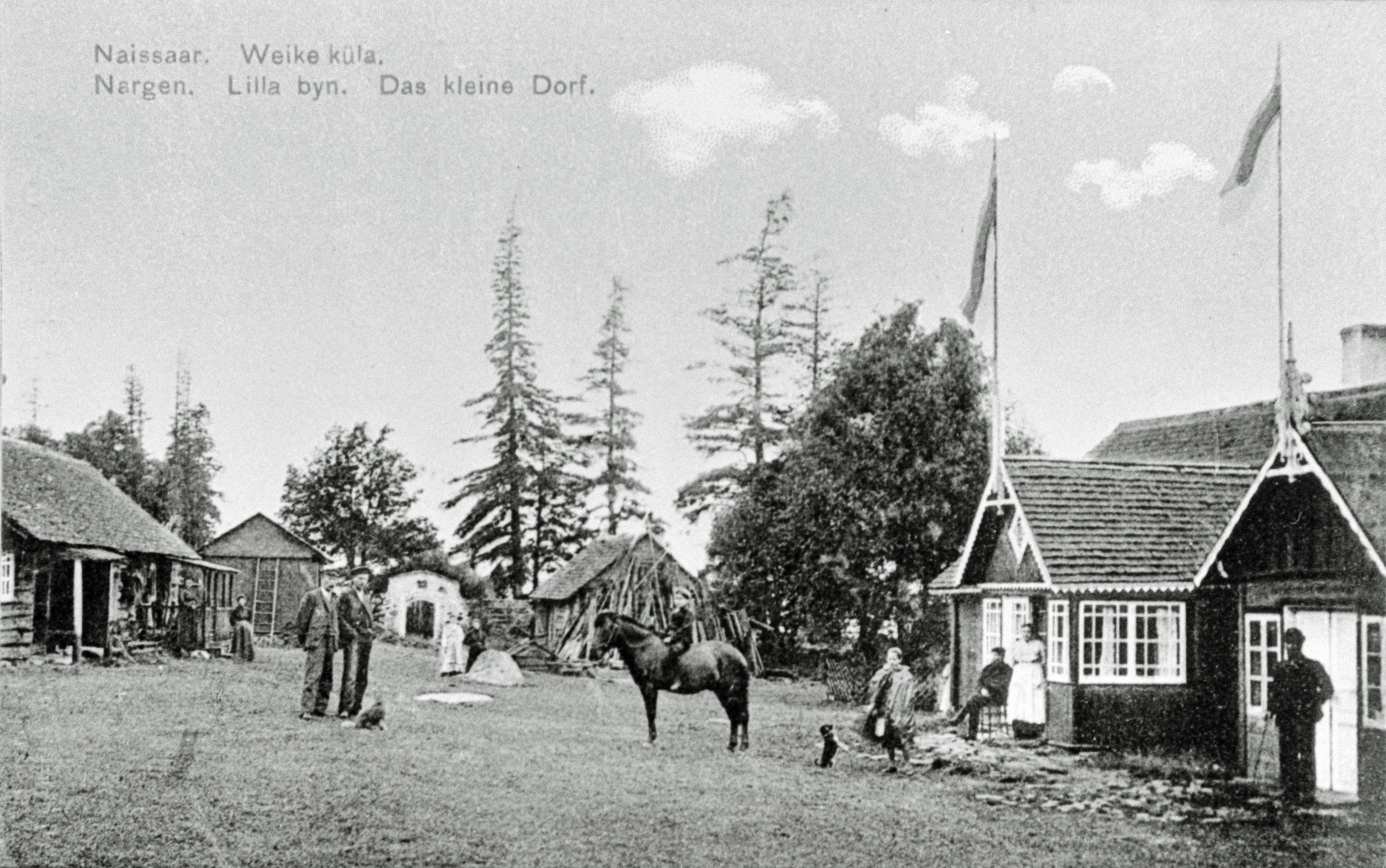
Деревня Вяйке (Лилльэнгин), до 1918 года

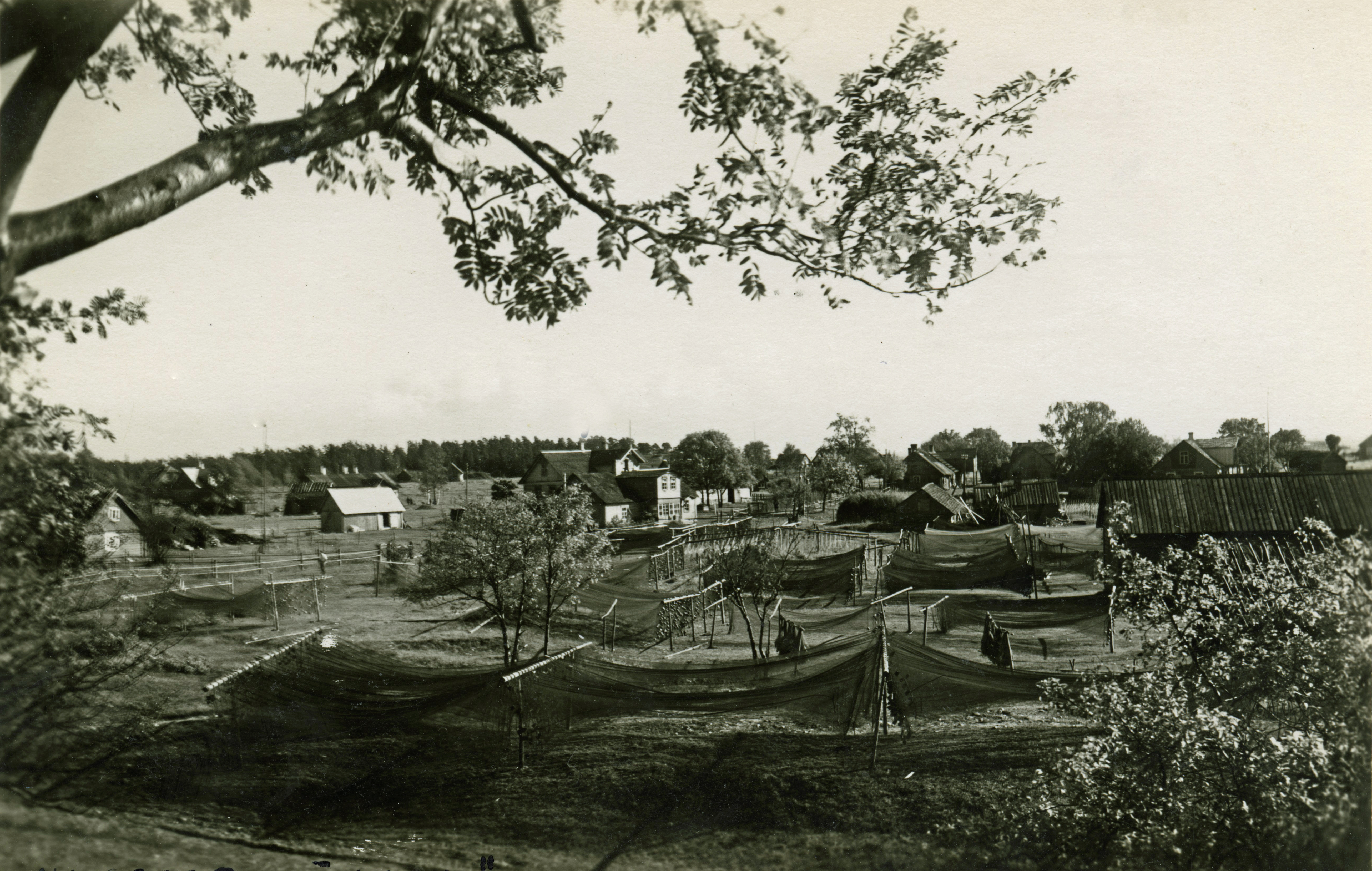
Деревня Лыунакюла (Стурбюн), 1935 год

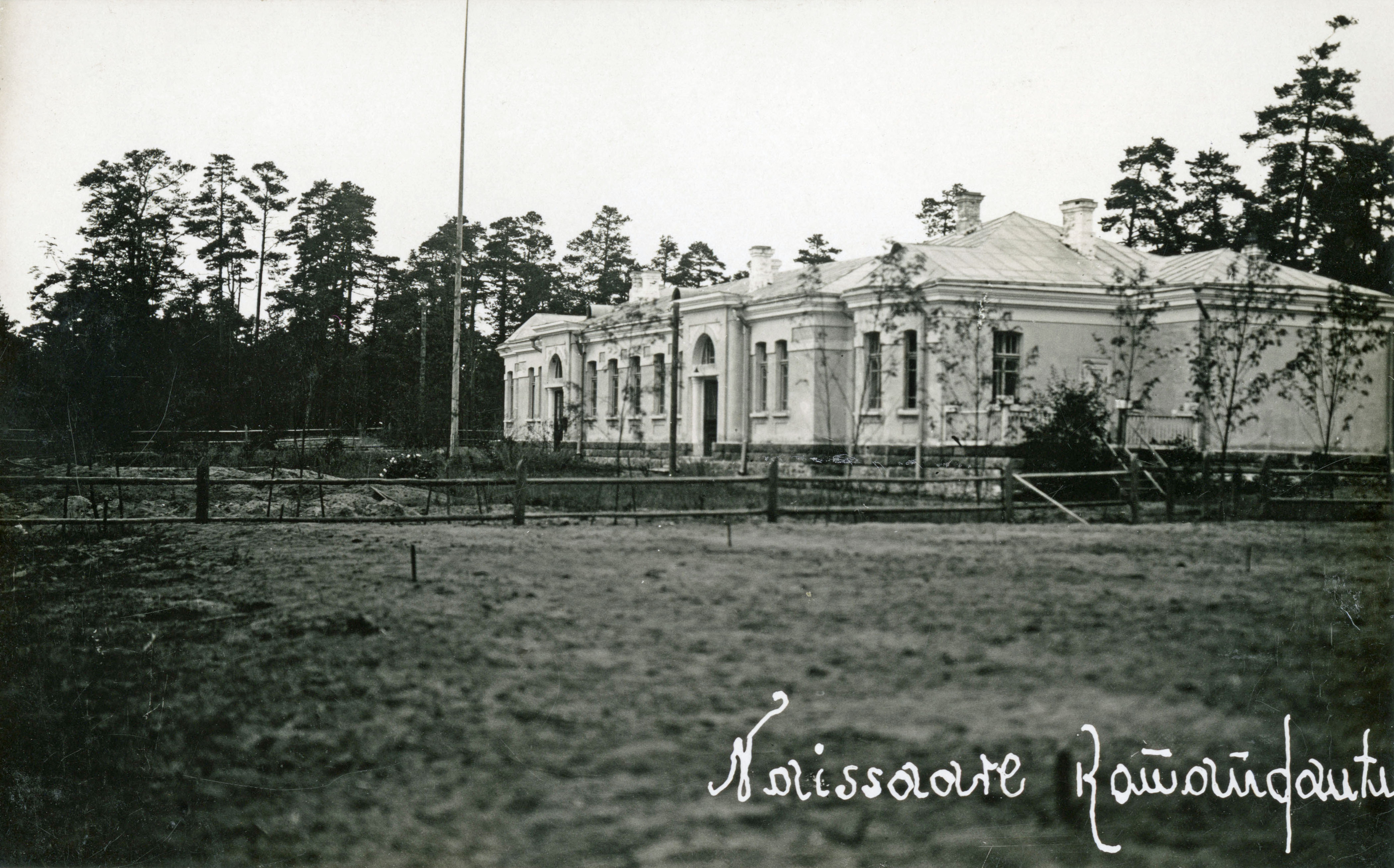
Комендатура Найссаара, 1930-е годы

Согласно эстонской легенде, остров поднялся со дна моря с женщиной, отсюда его название, означающее буквально «женский остров». Заселён в IX—X веках. Большинство деревянных перекрытий в домах средневекового Ревеля (ныне Таллин) сделаны из найссаарской древесины. Лес был нужен и для военных целей, поэтому датский король Эрик VI запретил его рубить.
До 1689 года остров административно относился к Ревелю затем перешёл под власть шведской короны, а с 1710 года — Русского государства. 
В 1727 году на южной оконечности острова был построен шанец из пяти бастионов — т. н. «звёздный форт», наиболее ранний из известных фортификационных объектов на острове. Его строительством руководил генерал Люберас фон Потт. Скрытые растительностью бастионы до сих пор находятся на острове. Объект признан памятником архитектуры в 1996 году.
В 1788 году адмирал Самуил Грейг построил на острове маяк. Остров был атакован английской эскадрой во время Северной и Крымской войны. Во время последней английская и французская эскадры захватили остров Найссаар.
В 1879 году на острове родился немецкий астроном Бернхард Шмидт.
Из-за стратегического положения острова на подходе к Ревелю фортификационные сооружения строились на нём с XVIII века, а в 1911 году остров превращён в «сухопутный дредноут», прикрывающий своими орудиями ревельский рейд. Военно-морской флот России построил порты, железные дороги и береговые батареи, которые являлись частью Военно-морской крепости Петра Великого на острове. Во время Первой мировой войны на острове также находился лагерь для военнопленных.
В начале 20-го столетия на острове проживало около 200 крестьян, две трети которых составляли балтийские шведы. По данным 1912 года здесь насчитывалось 34 хозяйства, работали школа и магазин, действовал приход евангелическо-лютеранской церкви, была православная церковь; в летнее время расположенные на острове дачи снимали приезжавшие из Ревеля представители эстонской и русской интеллигенции.
В декабре 1917 года группа русских моряков провозгласила создание независимой Советской республики матросов и строителей (которые занимались строительными работами на острове) под предводительством Степана Петриченко. В феврале 1918 года после захвата Ревеля германскими войсками русские матросы покинули остров.
В конце 1918 года на острове в лагере для военнопленных содержались большевистские моряки с миноносцев «Спартак» и «Автроил», захваченные британской эскадрой в боях у острова. 3–5 февраля 1919 года на острове были казнены 27 матросов (по советским данным 36 человек). В постановлении Военно-морского суда Эстонии за подписью командующего военно-морскими силами капитана ВМФ Йохана Питка значилось, что суд приговорил 27 матросов к смертной казни (26 были казнены, одному удалось сбежать).
В 1919–1944 годах Найссаар являлся самостоятельной волостью.
До 1940 года на острове проживала коммуна эстонских шведов (400 человек, две школы).

### Советский период

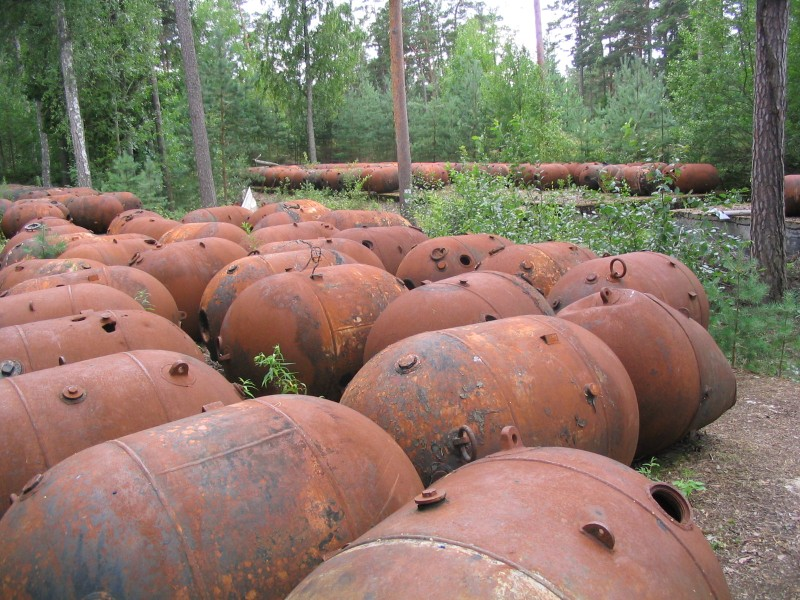
Оставленные военными оболочки мин

В 1941 году остров был занят немецкими войсками.
В 1944 году после освобождения от немецко-фашистских войск на острове был развёрнут полк противовоздушной обороны для прикрытия Таллинской военно-морской базы.
Впоследствии местные жители были принудительно полностью выселены (памятник депортированным) и посторонние лица на остров не допускались; на острове разместили полк береговой артиллерии ВМФ и военный госпиталь (впоследствии сокращены), а также гражданский персонал гидрографической службы ВМФ по обслуживанию вновь отстроенного из бетона маяка «Найссаар» и других светящихся знаков безопасности.
После Второй мировой войны весь остров административно составлял одну деревню — Найссааре (эст. Naissaare).
В 1953—1956 годах в центральной части острова на площади 32 га построена военно-морская часть 26829 по хранению минного, противоминного и противолодочного оружия.
Хранились:
- несколько тысяч мин образца 1908/1937 года выпуска,
  - мины после 1940 года выпуска; *шнуровые заряды для уничтожения выставленных в море морских мин;
- противоминные тралы;
- большое количество противолодочного оружия:
- глубинные бомбы довоенного и военного периодов выпуска;
- реактивные глубинные бомбы к корабельным реактивным бомбометным установкам.

Штат в/ч включал:
- минную команду,
- отделение машинистов мотовозов узкоколейной железной дороги,
- пожарную команду,
- роту охраны,
- команду подъемно-транспортного оборудования,
- команду дизельной электростанции,
- команда котельной,
- подразделение материально-технического обеспечения с продовольственным и вещевым складами, складом ГСМ и пекарней.

В состав гарнизона входили
- в/ч 26829
- ракетный дивизион противовоздушной обороны (в 1989 году выведен)
- пост военно-морского флота радиолокационного наблюдения за надводной обстановкой (в 1993 году передан погранвойскам Эстонии) в северной части острова.
- по непроверенным данным — склад ВМФ СССР и завод по сборке мин[15].

Остров постоянно находился под радиолокационным наблюдением береговых частей погранвойск; периодически охранялся двумя пограничными кораблями с запада и востока.
Военный городок № 148 для семей офицеров и мичманов построен в южной части острова рядом с бывшей деревней Лыунаукюла.
Работала узкоколейка (длина 34 км, в том числе 12 км построены в послевоенный период); в наше время участок протяжённостью 2,4 километра был восстановлен.
Все воинские подразделения, расположенные на острове, имели годовые запасы топлива и продовольствия. Летом, осенью и весной сообщение с островом поддерживалось с помощью военно-транспортных судов гидрографической службы Балтийского флота, а в осенне-зимний период до 1989 года из-за штормов и льдов военно-транспортной авиацией на аэродром близ мыса Хюльгекари на юге острова.
С 1988 года уничтожен весь боезапас (в объёме 3600 вагонов), с 1992 года было вывезено современное оружие «с целью исключения любой возможности оставления его в Эстонии».

### Постсоветский период
С 1992 года прекращено снабжение, вышла из строя котельная, не приходило пополнения личного состава взамен демобилизованных. 20 июля 1994 года российские войска были полностью выведены. В 1995 году на острове был создан природный парк (эст. Naissaare looduspark).
15 июля 2011 года было восстановлено историческое деление острова на три деревни: Лыунакюла (Стурбюн), Тагакюла (Бакбюн) и Вяйкехейнамаа (Лилльэнгин).

## Галерея

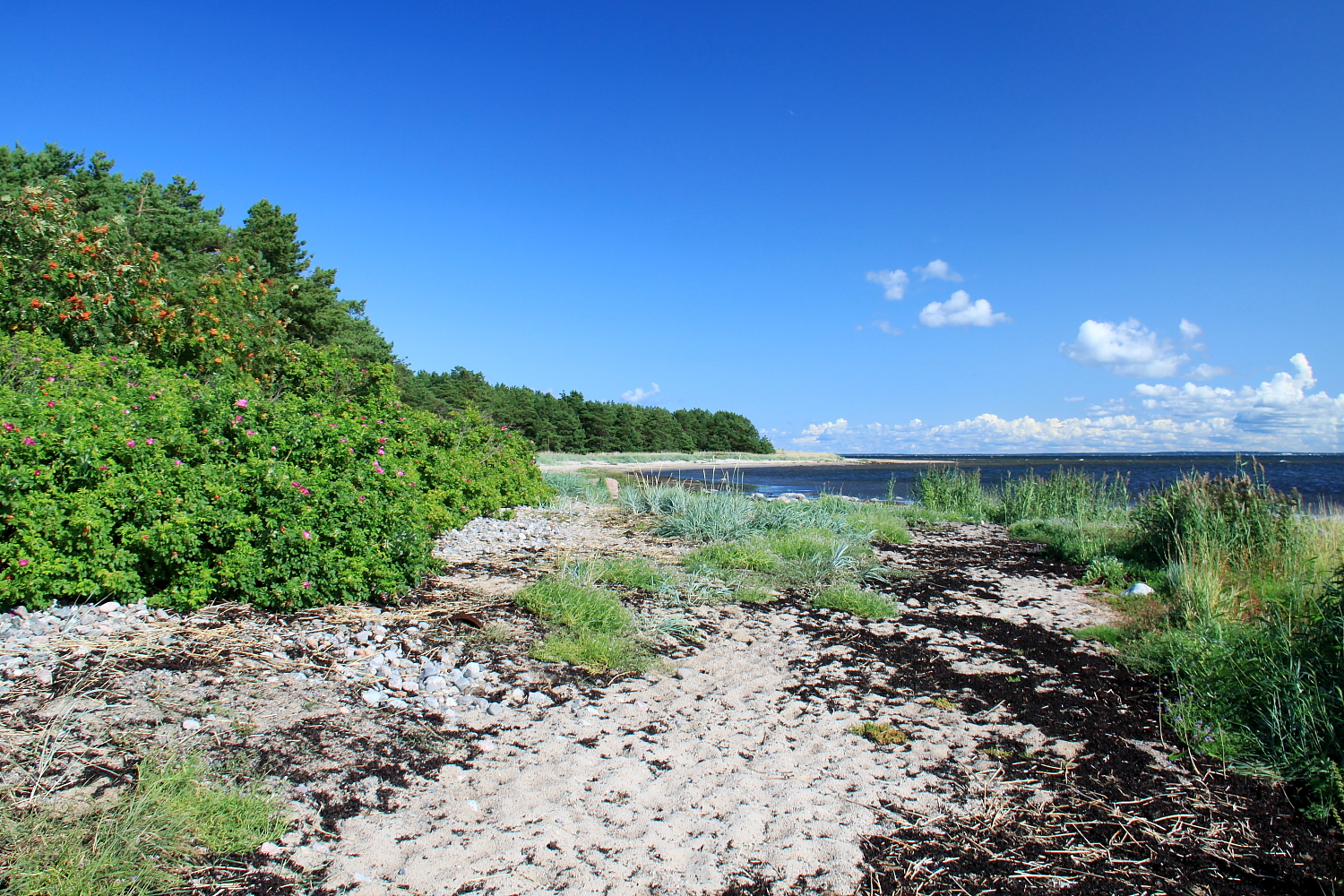
Побережье Найссаара
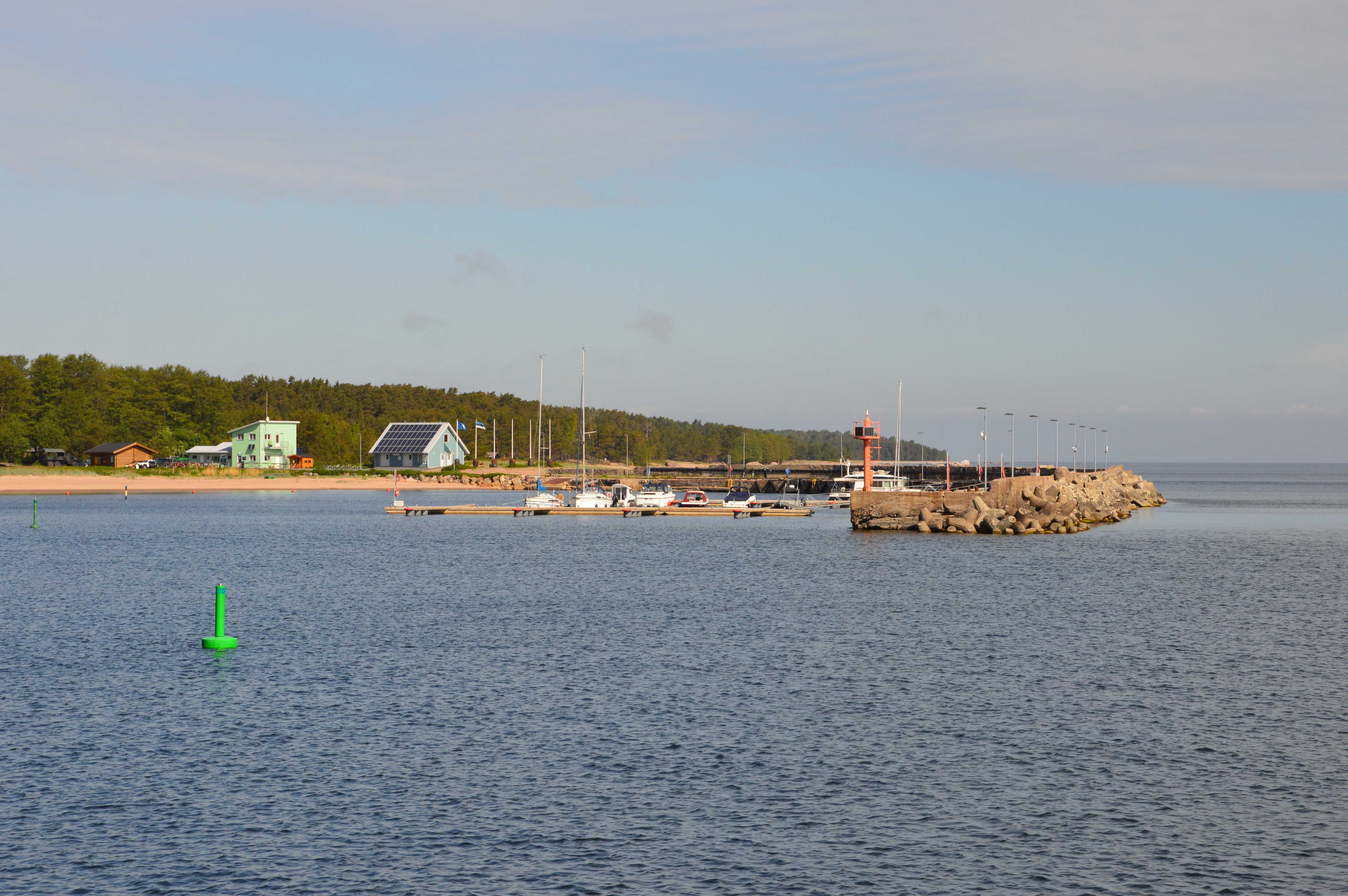
Порт
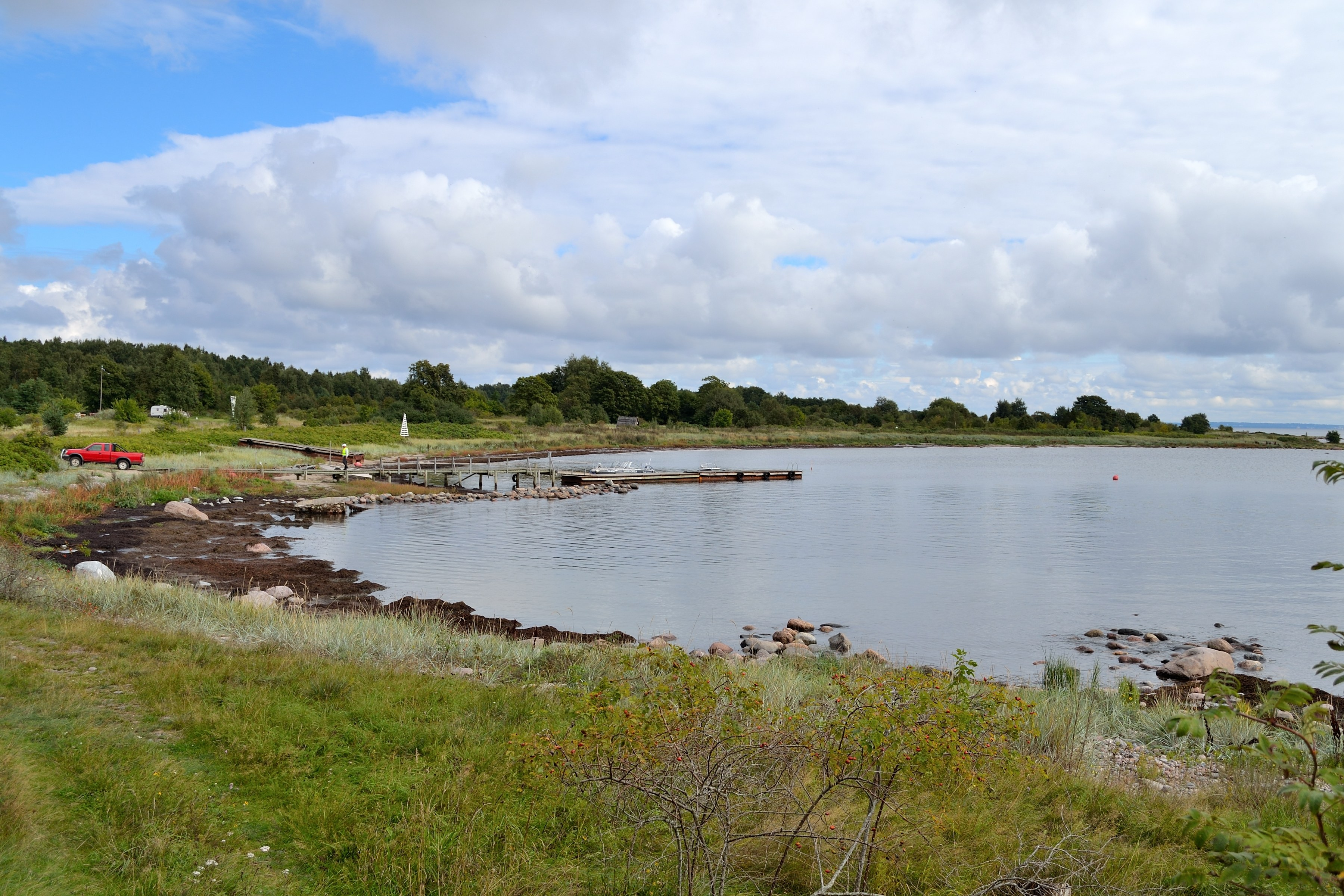
Лодочный причал
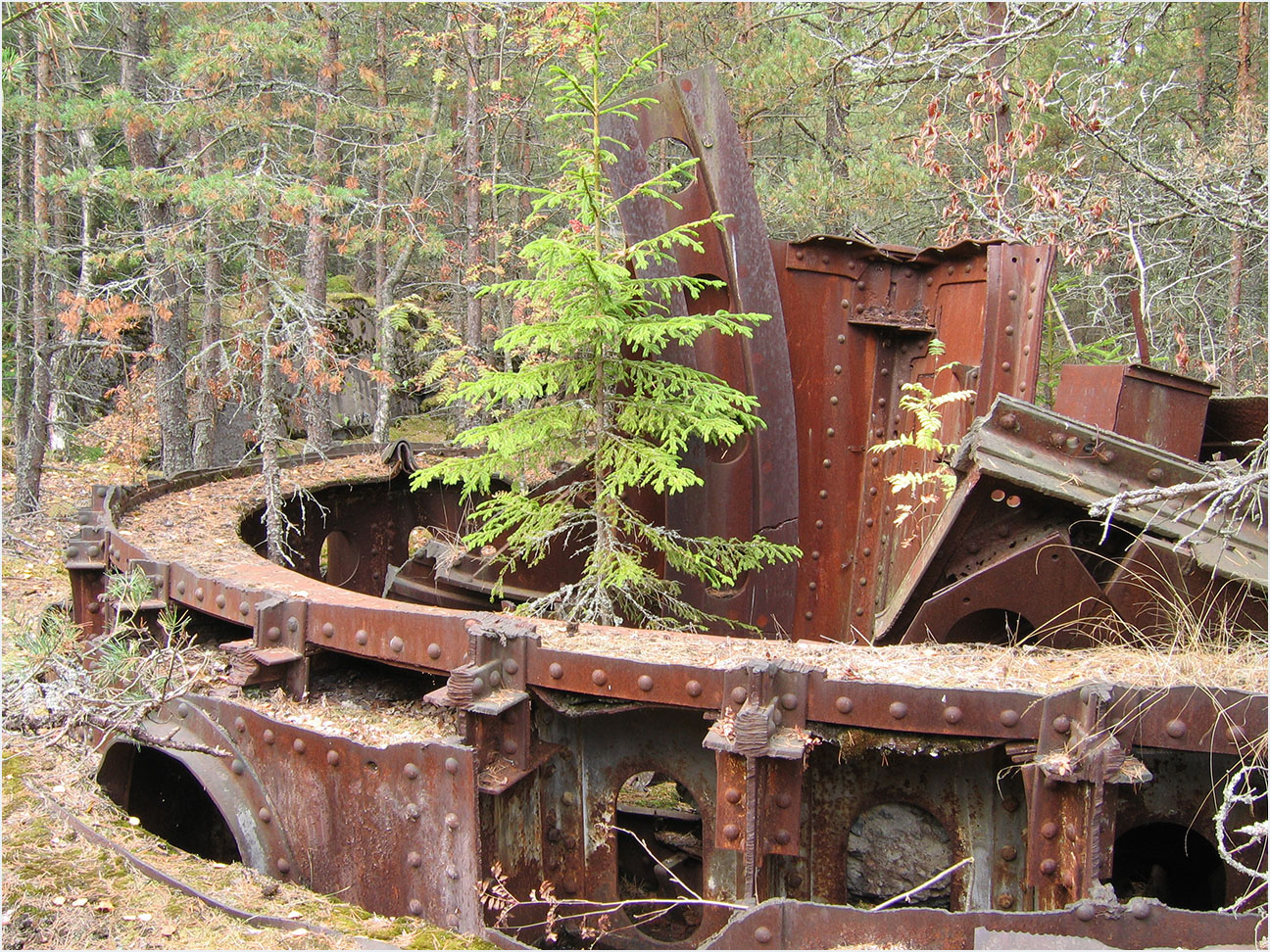
Остатки батареи № 9 Морской крепости Петра Великого
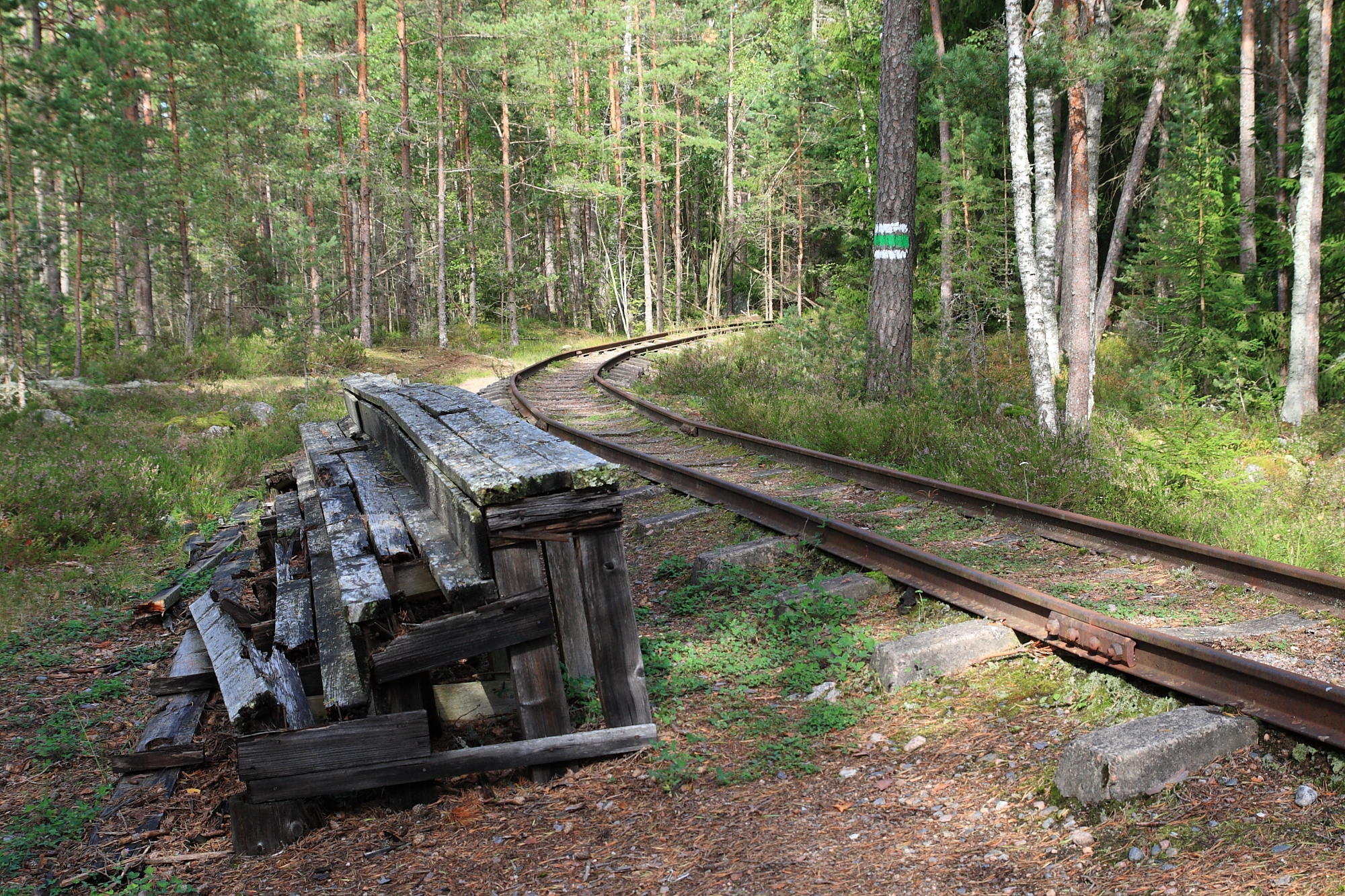
Узкоколейная железная дорога
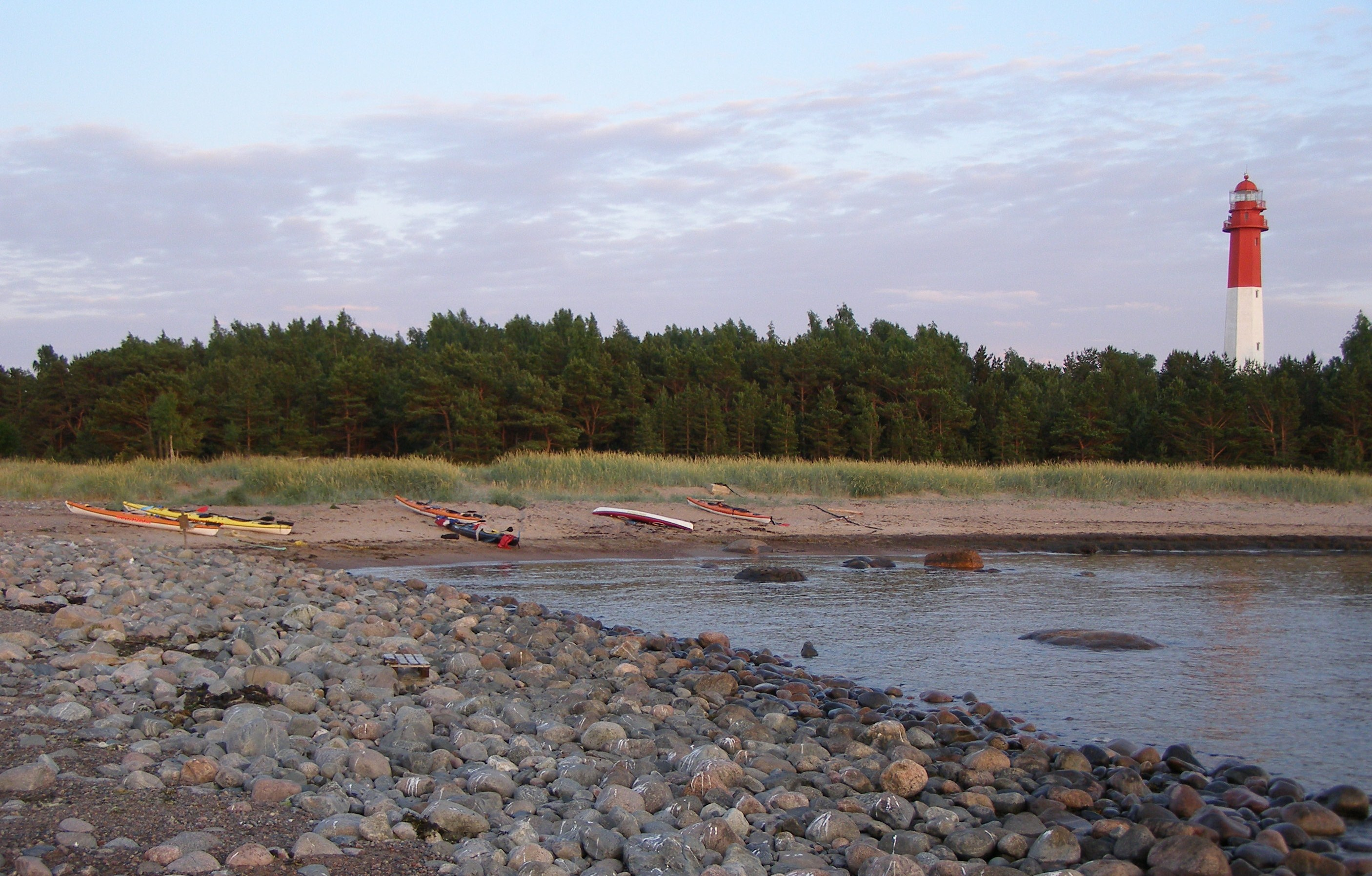
Маяк на северном мысе
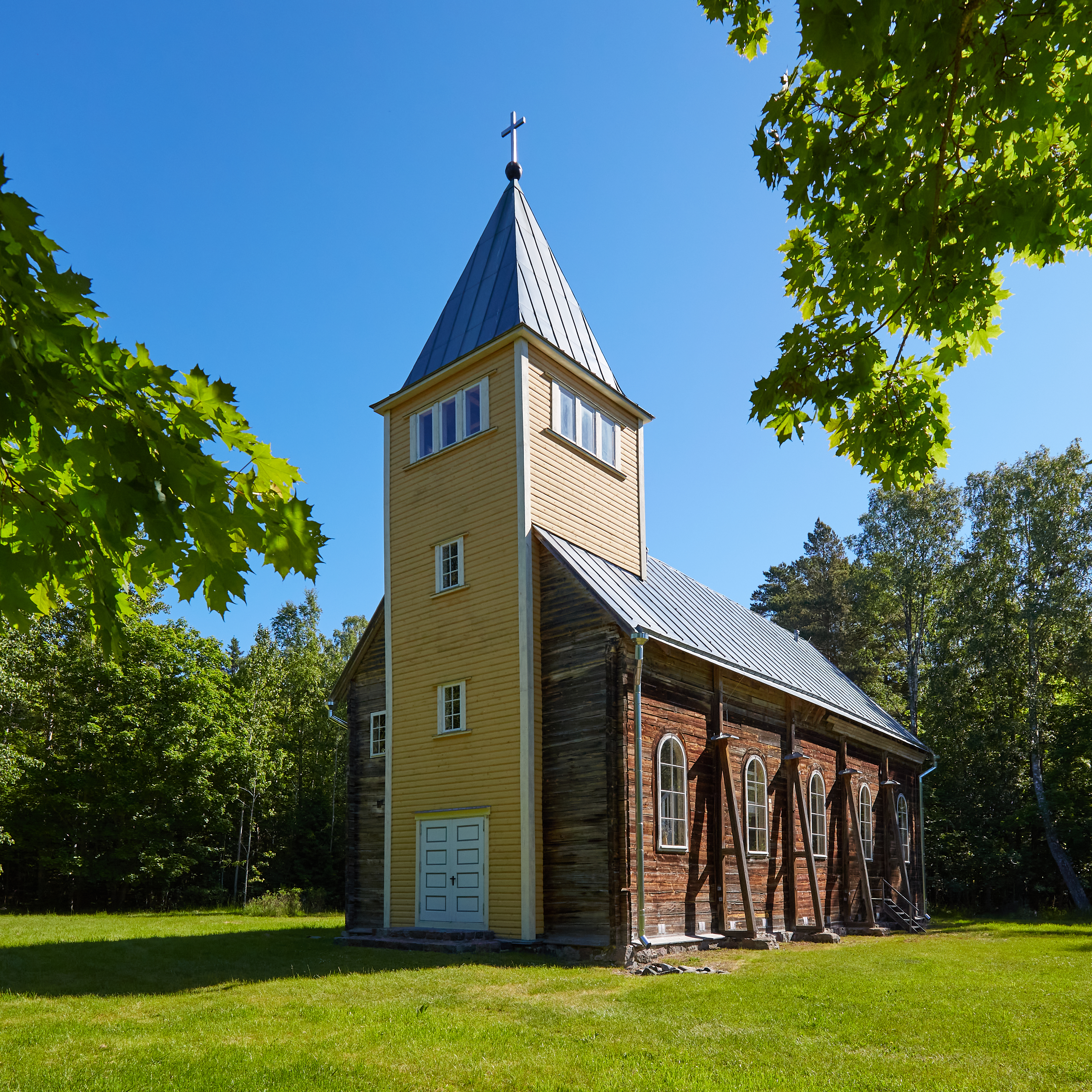
Найссаареская церковь
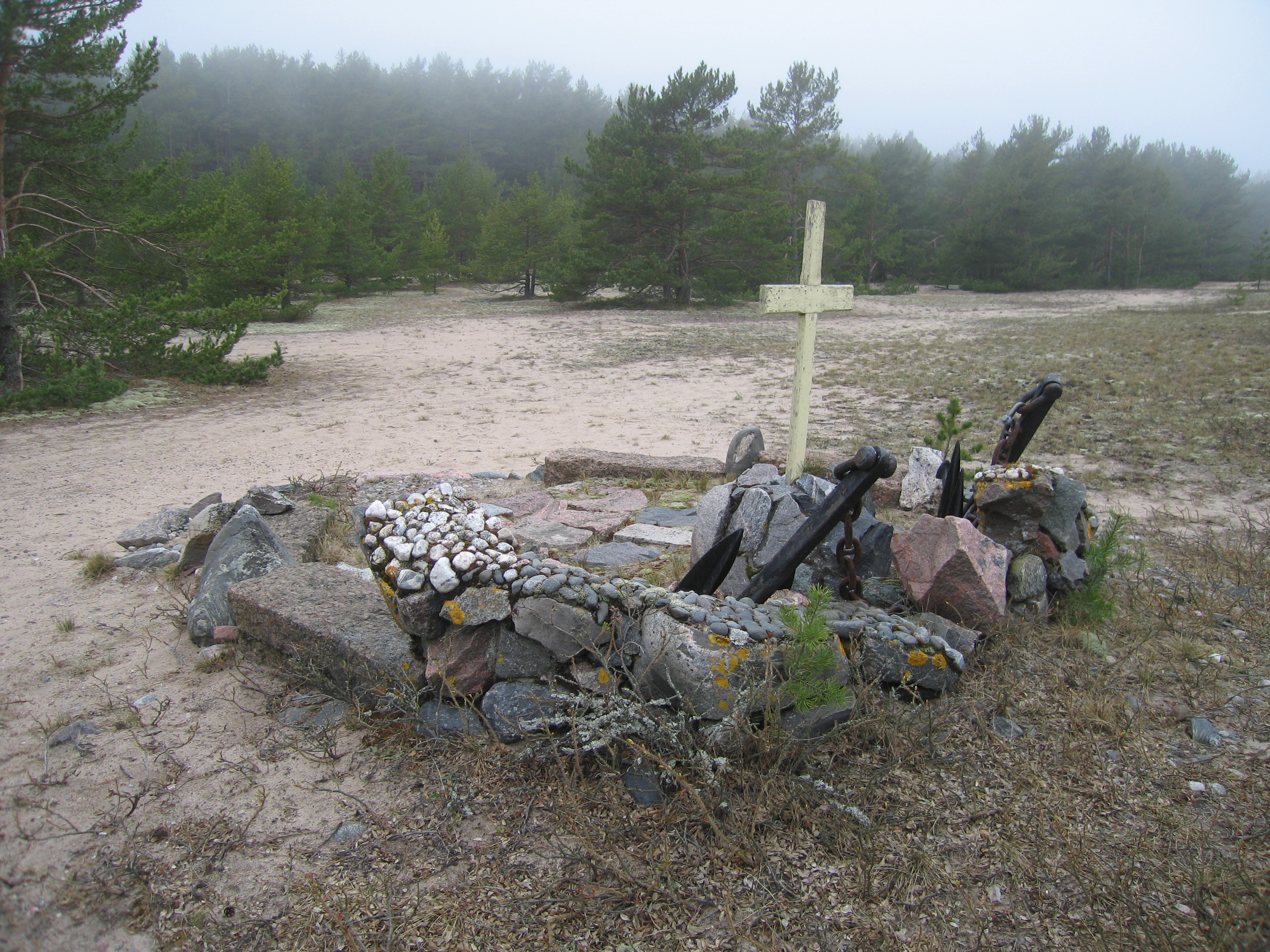
Кладбище французских моряков
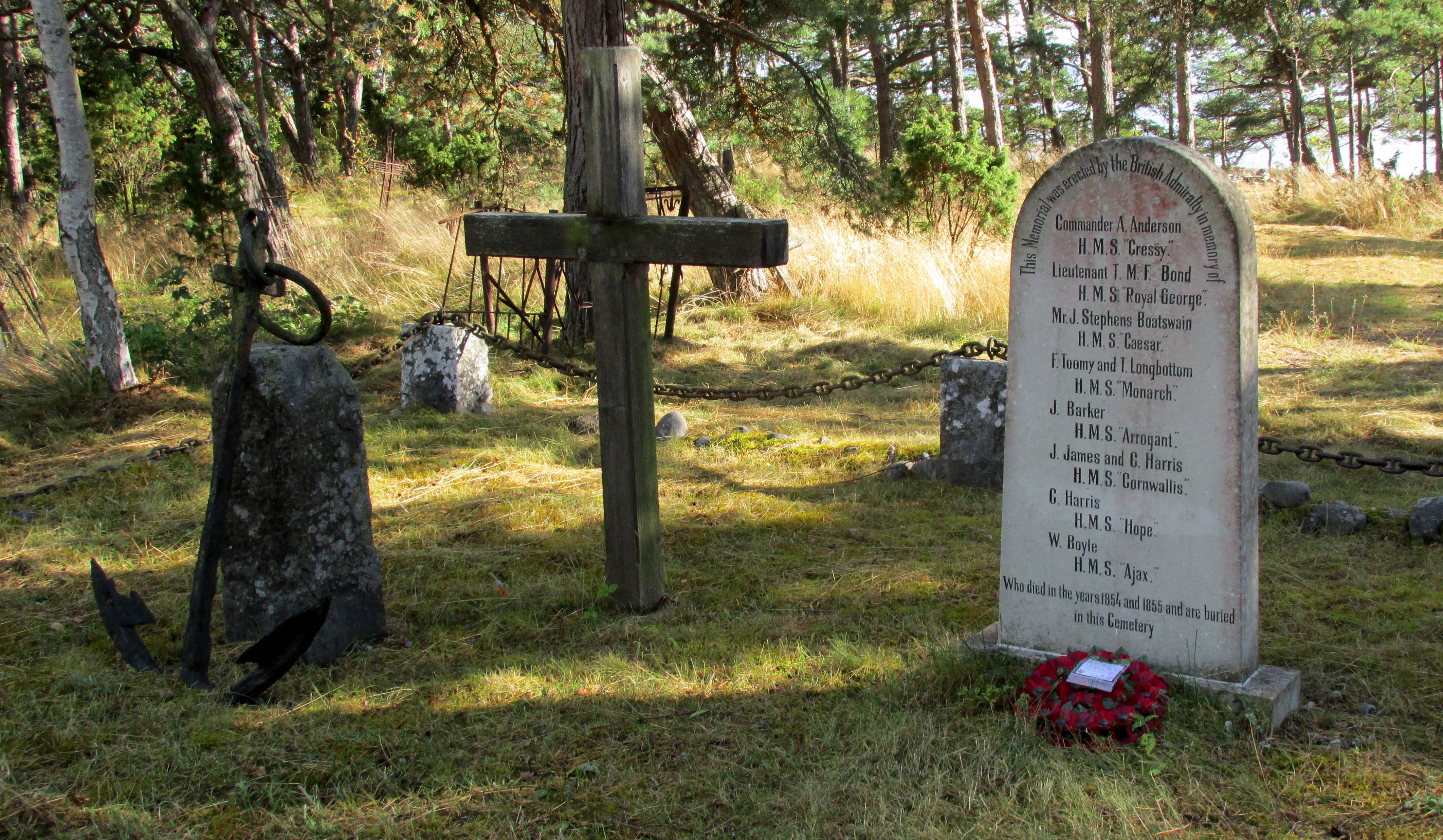
Памятник английским морякам на кладбище Найссаара